# Macroprora symprepes
Macroprora symprepes är en fjärilsart som beskrevs av Turner 1933. Macroprora symprepes ingår i släktet Macroprora och familjen nattflyn. Inga underarter finns listade i Catalogue of Life.